# Université en Ouganda
Cette page dresse la liste des universités ougandaises.

## Universités
- Université Makerere

## Universités privées
- Université internationale d'Afrique orientale
- Université chrétienne d'Ouganda
- Université Cavendish
- Université de Kyambogo
- Université Victoria
- Université Ndejje
- Université Bugema
- Université royale Mutema II
- Université internationale de Kampala
- Université Kampala